# بازی انگلیسی (مجموعه تلویزیونی)
بازی انگلیسی (به انگلیسی: English game) یک مینی سریال تلویزیونی درام ورزشی تاریخی انگلیسی است که توسط جولیان فونلز برای شبکه نتفلیکس در مورد ریشه های فوتبال مدرن در انگلستان ساخته شده است. این مینی سریال شش قسمتی در ۲۰ مارس ۲۰۲۰ منتشر شد. 

## بازیگران[۲]

### اصلی
- ادوارد هولکروفت در نقش آرتور کینیرد
- کوین گاتری به عنوان فرگوس ساتر
- شارلوت هوپ به عنوان مارگارت آلما
- نیام والش به عنوان مارتا بادام
- کریگ پارکینسون در نقش جیمز والش
- جیمز هارکس به عنوان جیمی عشق

### پشتیبانی
- بن بات به عنوان جان کارتوایت
- جرارد کرنس در نقش تامی مارشال
- هنری لوید-هیوز در نقش آلفرد لیتلتون
- کری هیز در نقش دوریس پلات
- جونسی المر به عنوان تد استوکس
- مری هیگینز در نقش آدا هورنبی
- سام کیلی به عنوان اسمالی
- هری میشل به عنوان میمون هورنبی
- فیلیپ هیل پیرسون در نقش تام هندل